# 雷威斯區
50°52′26″N 0°00′32″E / 50.87389°N 0.00889°E
雷威斯區（英語：Lewes）是英格蘭東薩塞克斯郡一個非都會區。它的名字來自首府雷威斯。其他區內市鎮有紐黑文（Newhaven）、皮斯哈芬（Peacehaven）及西福德（Seaford），而普倫普頓國家狩獵競技場（Plumpton National Hunt racing）也在區內。
根據《1972年地方政府法案》，英國政府把雷威斯自治區、紐哈芬市區、西福德市區及Chailey郊區合併成雷威斯區。